# جانيت تورنر هاوسبيتل
جانيت تورنر هاوسبيتل (بالإنجليزية: Janette Turner Hospital) (12 نوفمبر 1942، ملبورن في أستراليا)؛ كاتِبة وروائية أسترالية.